# لعبة برلين
لعبة برلين Berlin Game هي رواية جاسوسية للروائي الإنجليزي لين ديتون نشرت عام 1983.
الأولى من ثلاث روايات تدور حول برنارد سامسون، وهو عميل للمخابرات البريطانية. والروايتان الأخرى ان هما «مجموعة مكسيكو» و«مباراة لندن»، ولذلك تسمى تلك الثلاثية أحيانا باسم ثلاثية «اللعبة والمجموعة والمباراة». وقد نشر ديتون بعد تلك الثلاثية ثلاثية أخرى تسمى ثلاثية «الخطاف والخيط والثقال». ثم ثلاثية «الإيمان والأمل والإحسان».